# Septembre 1930

## Événements
- 1er septembre : les Français Dieudonné Costes et Maurice Bellonte décollent de Paris pour traverser l'Atlantique sur un «Breguet Bidon» baptisé Point d'Interrogation. Ils atteignent New York en 37 heures et 17 minutes, mais décident de poursuivre leur route jusqu'à Dallas afin d'empocher le prix Easterwood (25 000 dollars pour la première liaison Paris - Dallas). C'est la première traversée de l'Atlantique Nord sans escale dans le sens est-ouest.
- 2 septembre :  Maryse Bastié bat le record du monde féminin de durée de vol pour avion légers en circuit fermé.
- 6 septembre : en Argentine, le chef de l’Union radicale Hipólito Yrigoyen est renversé par coup d’État militaire dirigé par le général José Félix Uriburu.
- 7 septembre : Grand Prix automobile de Monza.
- 8 septembre : Grand Prix automobile de Lviv.
- 11 septembre : élections législatives ; forte participation (82 %). Écroulement des partis de Weimar. Poussée communiste (14,3 %). Le parti nazi (NSDAP) dirigé par Adolf Hitler, obtient 18,3 % des voix (6 410 000 voix) et remporte 107 sièges au Reichstag (Parlement allemand).
  - La dure crise économique qui sévit, permet aux nazis (Parti National Socialiste) qui depuis 1920 allient démonstrations de force et démagogie, d'offrir par l'idée de l'établissement d'un État fort, une voie d'espérance, à la finance, aux industriels et au petit peuple (notamment chez les chômeurs).
- 12 septembre : premier vol du Bloch MB.60, qui marque le retour de Marcel Bloch à la construction aéronautique.
- 19 septembre : à Morón de la Frontera (Espagne, province de Séville), alternative de Alberto Balderas, matador mexicain.
- 21 septembre : Grand Prix automobile de France.
- 22 septembre : loi sur l'assurance-chômage canadienne.
- 28 septembre : Grand Prix automobile de Tchécoslovaquie.

## Naissances
- 1 septembre : Ibn Abdur Rehman, militant pour les droits de la personne humaine et homme politique pakistanais († 12 avril 2021).
- 6 septembre : Salvatore De Giorgi, cardinal italien, archevêque émérite de Palerme.
- 7 septembre :
  - Baudouin Ier de Belgique, cinquième roi des Belges († 31 juillet 1993).
  - Sonny Rollins, saxophoniste de jazz américain.
- 11 septembre :
  - Jean-Claude Forest, auteur de bande dessinée français († 30 décembre 1998).
  - Marc Galle, homme politique belge († 13 avril 2007).
- 14 septembre :
  - Philippe Clair (Prosper Charles Bensoussan dit), acteur et réalisateur français († 28 novembre 2020).
  - Anton Dontchev, écrivain bulgare († 20 octobre 2022).
  - Jacques Godin, acteur canadien († 26 octobre 2020).
  - Marcel Grandjean, historien du patrimoine architectural monumental suisse.
  - George V. Hansen, homme politique américain de confession mormone († 14 août 2014).
  - Heinz-Otto Kreiss, mathématicien et physicien suédois († 16 décembre 2015).
  - Adam Smelczyński, tireur polonais († 14 juin 2021).
  - Alexandre Voisard, écrivain suisse († 14 octobre 2024).
- 17 septembre :
  - Edgar Mitchell, astronaute américain († 4 février 2016).
  - Thomas Stafford, astronaute américain († 18 mars 2024).
  - Marie-Thérèse Houphouët-Boigny, Première dame de la Côte d'Ivoire.
- 18 septembre : Ignace Moussa Ier Daoud, cardinal syrien, préfet émérite de la congrégation pour les Églises orientales († 7 avril 2012).
- 23 septembre : Ray Charles, musicien et chanteur américain († 10 juin 2004).
- 24 septembre :
  - Fernand Ouellette, poète, romancier et essayiste québécois, canadien.
  - John Young, astronaute américain († 5 janvier 2018).
- 25 septembre : Nino Cerruti, couturier italien († 15 janvier 2022).
- 26 septembre : Michele Giordano, cardinal italien, archevêque émérite de Naples († 2 décembre 2010).
- 28 septembre : Lucien Mias, joueur de rugby à XV français († 13 mai 2024).

## Décès
- 17 septembre : Étienne Lapeyrère, botaniste français.
- 25 septembre : Abram Arkhipov, peintre russe (° 15 août 1862).